# Le Mage
Le Mage (lə maʒⓘ) es una comuna francesa situada en el departamento de Orne, en la región de Normandía.

## Demografía
| 367 | 341 | 272 | 223 | 231 | 213 | 227 |
| Para los censos de 1962 a 1999 la población legal corresponde a la población sin duplicidades (Fuente: INSEE [Consultar]) |     |     |     |     |     |     |